# Graphipterus minutus goryi
Graphipterus minutus goryi es una subespecie  de escarabajo del género Graphipterus, familia Carabidae, orden Coleoptera. Fue descrita científicamente por Chaudoir en 1848.

## Descripción
El macho mide 11,5 milímetros de longitud y la hembra 11,4-13,6 milímetros.

## Distribución
Se distribuye por Irán.